# 수호전 (1998년 드라마)
《수호전》(중국어 간체자: 水浒传, 정체자: 水滸傳, 병음: Shuǐhǔ zhuàn)은 1998년에 방영된 중국중앙텔레비전의 텔레비전 드라마로 시내암의 동명의 소설을 원작으로 한다. 대한민국에서는 KBS 2TV를 통해 2000년 7월 24일부터 2000년 10월 2일까지 《신 수호지》이라는 명칭으로 매주 월요일 밤에 방영하였다.

## 등장 인물

### 주요 인물
- 리쉐젠 : 송강 역
- 저우예망 : 임충 역
- 짱진성 : 노지심 역
- 딩하이펑 : 무송 역
- 자오샤오루이 : 이규 역

### 양산박
- 장스중 : 조개 역
- 왕웨이궈 : 노준의 역
- 닝샤오즈 : 오용 역
- 왕융구이 : 공손승 역
- 리전치 : 관승 역
- 왕원성 : 진명 역
- 자스터우 : 호연작 역
- 슈칭 : 화영 역
- 정창 : 시진 역
- 양쩡위안 : 주동 역
- 자이나이서 : 양지 역
- 장웨이 : 서녕 역
- 장하오 : 색초 역
- 왕지밍 : 대종 역
- 타이쭈후이 : 유당 역
- 궈쥔 : 사진 역
- 궈바이쑹 : 뇌횡 역
- 양바오광 : 이준 역

### 송나라 조정
- 청훙성(曾宏生) : 송 휘종 역
- 탕궈창 : 소식 역
- 웨이쭝완 : 고구 역
- 레이커성 : 동관 역
- 린롄쿤 : 채경 역
- 장훙제(张宏杰) : 장숙야 역

### 기타
- 추이다이 : 방랍 역